# Littorophiloscia normae
Littorophiloscia normae is een pissebed uit de familie Philosciidae. De wetenschappelijke naam van de soort is voor het eerst geldig gepubliceerd in 1924 door Van Name.